# Laura Ziskin
Laura Ellen Ziskin (n. 3 martie 1950  – d. 12 iunie 2011) a fost o producătoare americană de film. În 1990, Ziskin a fost singurul producător executiv al comediei de succes Pretty Woman. Ziskin a devenit prima femeie care a produs emisiunea de televiziune Premiile Academiei singură, producându-le pe cele din 2002 și pe cele din 2007.